# Edmund Leach
Sir Edmund Leach est un anthropologue britannique né le 7 novembre 1910 à Sidmouth et mort le 6 janvier 1989 à Cambridge. Il a été anobli dans son pays en 1975,.
À partir du milieu des années 1930, il suit les cours d'anthropologie sociale de Bronisław Malinowski et Raymond Firth au sein de la London School of Economics. Il effectue un voyage d'étude en Birmanie en 1939 et pendant toute la durée de la guerre il sert comme officier dans l'armée birmane. En 1947, il valide une thèse sur la société kachin intitulée Political Systems of Highland Burma (1954). Pour Georges Balandier, ce texte majeur « contribue à l'établissement d'une anthropologie politique moderne [et] propose une critique des théories dominantes et introduit le point de vue dynamiste dans l'anthropologie sociale ».
Il entre à l'Université de Cambridge en 1953 et devient provost de King's College en 1966, poste qu'il occupe jusqu'en 1979.
Il s'est intéressé à la parenté et a publié en 1970 un des premiers livres – traduit en six langues – consacrés à Claude Lévi-Strauss. Pour Adam Kuper, « Leach fut l'unique anthropologue britannique qui fit de sérieux efforts pour développer l'analyse mytho-logique de Lévi-Strauss ». Mais « alors que Lévi-Strauss s'intéressait à l'homme en général et à la société en général, Leach préférait étudier les acteurs de sociétés spécifiques [...] Aussi Leach reliait-il étroitement ses modèles aux réalités du terrain » souligne encore Kuper. Finalement il considère que « Leach fut le plus enthousiaste et le plus original des anthropologues sociaux britanniques qui se soient saisis du structuralisme ».
Leach a critiqué sévèrement le classement par type en matière anthropologique en traçant les voies de l'anthropologie cognitive. Depuis Leach on ne peut plus classer les hommes selon leurs couleurs, leurs tailles etc. pour les étudier. Sa théorie met en évidence le fait que la typologie ne permet pas de révéler des vérités en anthropologie. Et l'ethnologue français Marc Augé confie : « Je suis persuadé, à la suite d'Edmund Leach, que l'objet propre de l'anthropologie n'est pas l'individu comme tel, ou le psychisme individuel, ni les grands logiques sociales comme telles, ou les institutions, mais ce qui permet de passer de l'un à l'autre, des individus aux institutions ou des individus à d'autres individus, et qui correspond à la construction du symbolique, de la relation prise dans un système de représentation. ».

## Biographie
Edmund Ronald Leach naît le 7 novembre 1910 à Sidmouth, un petit village côtier du Devon. Il est le plus jeune des trois enfants de William Edmund Leach et de Mildred Brierley. Son père fut un temps propriétaire d'une plantation de cannes à sucre dans le nord de l'Argentine.
Leach est d'abord éduqué à l'internat de Marlborough College avant d'être admis à l'Université de Cambridge où il réside dans le Clare College. Il y étudie l'ingénierie est obtient sa licence « avec honneur » en 1932.
À sa sortie de l'université de Cambridge, Leach s'engage en 1933 pour quatre ans pour partir vers la Chine au sein de la société d'import-export Butterfield & Swire. Il travaille ainsi à Hong Kong, Shanghai, Chongqing, Qingdao et Pékin. Lorsque son contrat expire, il se rend compte qu'il n'apprécie pas de travailler dans un bureau ou dans une entreprise. Il souhaite alors retourner au Royaume-Uni via la Russie mais la situation politique en URSS l'en empêche. Bloqué à Pékin, il rencontre le psychiatre Kilton Stewart qui l'invite à se rendre avec lui pour quelques mois auprès des aborigènes Yami, dans les îles Lanyu (proche des côtes de Taïwan. Il y rédige plusieurs notes éthnographiques, en s'intéressant particulièrement à la construction des embarcations locales, étude qui sera publiée en 1937 dans le journal anthropologique Man.
Revenu en Angleterre, il reprend des études à la London School of Economics, étudiant l'anthropologie sociale, où il a pour professeur l'ethnologue néo-zélandais Raymond Firth qui l'introduira auprès de Bronisław Malinowski, « père du fonctionnalisme » et considéré comme un des plus importants anthropologistes du XXe siècle.

## Œuvre
- Political systems of highland Burma: A study of Kachin social structure (1954). Harvard University Press (traduction fr. d'Anne Guérin, Les Systèmes Politiques des Hautes Terres Birmanes,Maspéro, 1972)
- Rethinking Anthropology (1961).  Robert Cunningham and Sons Ltd.
- Pul Eliya: a village in Ceylon (1961). Cambridge University Press.
- A Runaway World? (1968). London: BBC.
- Genesis as Myth and other essays (1969). Jonathan Cape.
- Claude Lévi-Strauss (1970). Viking Press.
- Culture and Communication (1976). Cambridge University Press.
- Social Anthropology (1982). Oxford University Press.
- The Essential Edmund Leach Volume 1 and Volume 2 (2001). Yale University Press.
- L'Unité de l'Homme et autres essais, Gallimard, Bibliothèque des sciences de l'homme, 1980, rassemble de nombreux essais et articles de l'auteur.